# Vincent Bracigliano
Pour les articles homonymes, voir Bracigliano.
Vincent Bracigliano (né le 30 septembre 1958 à Marange) est un joueur de football professionnel français. Il était milieu de terrain.

## Biographie
Formé au FC Metz, il devient rapidement un homme important de l'équipe. En 1984 il remporte la Coupe de France, et l'année suivante participe à la Coupe d'Europe des Vainqueurs de coupe de 1985 où il fait partie des titulaires qui éliminent le FC Barcelone dès le premier tour.
Après quasiment 10 ans en équipe première, il signe au FC Nantes. Sa première saison  en 1985-1986 se termine à la deuxième place du championnat et aux quarts de finale de la Coupe UEFA 1985-1986.
En 1989, il s'engage au Nîmes Olympique, alors en 2e division, et fait partie de l'équipe qui accède à l'élite en 1991, il quitte le club à l'issue de la saison 1991-1992.
En 2000 il intègre l'encadrement du FC Nantes, et devient responsable du recrutement.
Le 3 décembre 2009, il devient l'adjoint de Jean-Marc Furlan, qui remplace Gernot Rohr comme entraîneur de l'équipe première.
Il est l'oncle du gardien de football professionnel Gennaro Bracigliano.

## Palmarès
- Championnat de France : 
  - Vice-champion :  1986 avec le FC Nantes

- Coupe de France :
  - Vainqueur : 1984 avec le FC Metz